# 蜜蝋

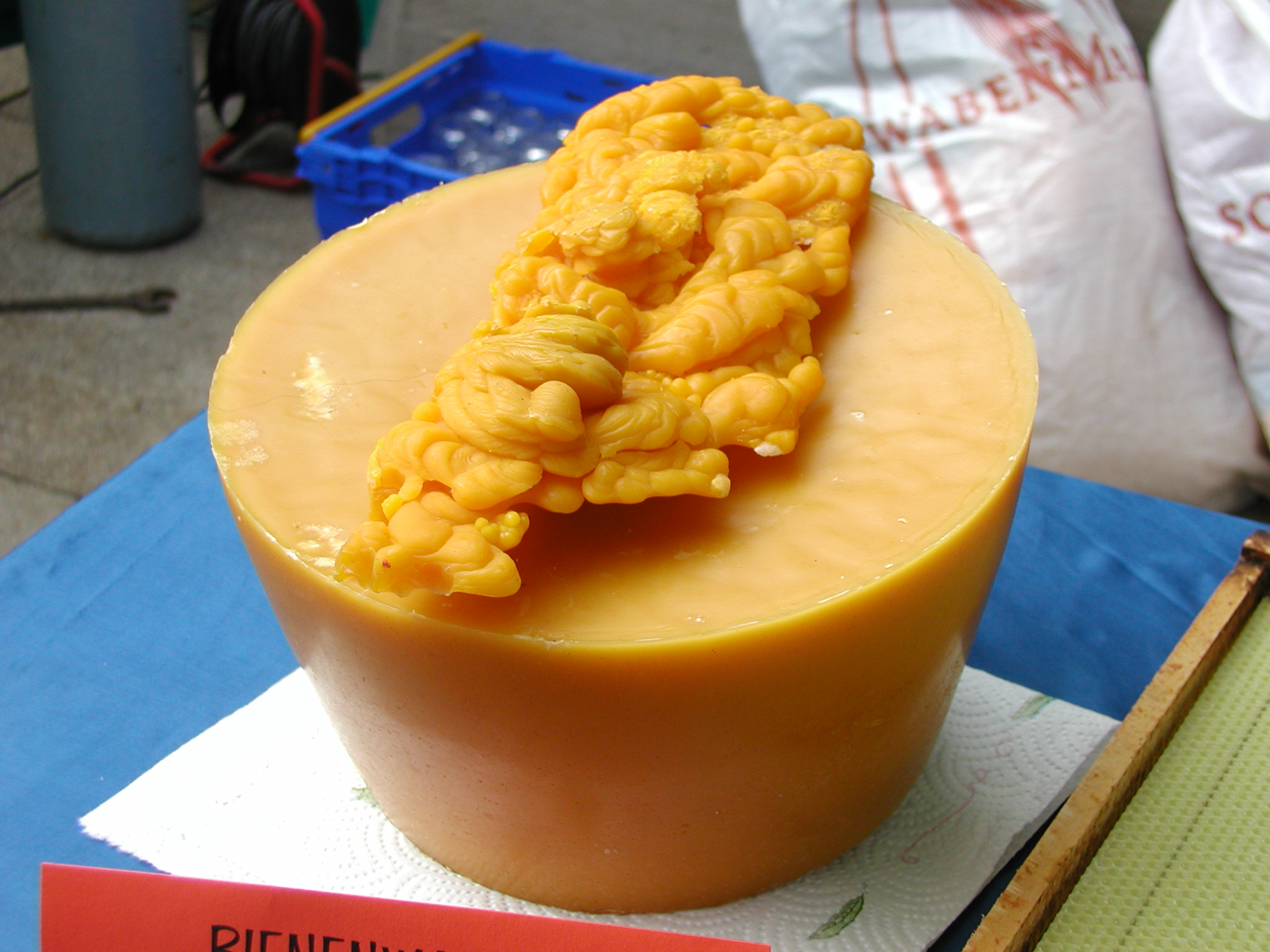
蜜蝋

蜜蝋（みつろう、Beeswax、Cera alba）、または蜂蝋（はちろう）は、ミツバチの巣から採取される、蝋をいう。
ミツバチ（働きバチ）は、蜂蜜の糖分を脂肪細胞で代謝した脂肪などを、第4‐7節腹板にある蝋分泌腺（蝋腺）から鱗状に分泌し、口器で柔らかくこねて巣材とする。
当初は透明で、次第に花粉、プロポリス、幼虫の繭、排泄物などが付着して鮮黄色～黄土色となる。
素材としての利用には、伝統的な太陽熱による陽熱法や工業的な加熱圧搾法で精製され、さらに蒸溜や漂白により得られた局方サラシミツロウは白色をしている。

## 成分・性質
多数の物質で構成され、成分はモノエステル（35%）、炭化水素（14%）、ジエステル（14%）、遊離酸（12%）、ヒドロキシモノエステル（8%）など、重量1%以上の成分は21種類を数えるが、多くは精製過程で生じている可能性がある。
ミツバチの種により差があり、。
香りの成分はアルデヒド類（ノナナール、デカナールなど）、ケトン類（2-ウンデカノンなどの）など数十種類を数える。
融点は62 - 65℃、酸価17 - 24、エステル価70 - 80、ケン化価90 - 100、比重0.93 - 0.97。ジエチルエーテル、クロロホルム、四塩化炭素、植物油に溶け、鉱物油には溶けない。

## 用途
古代より蜂蜜ごと食用として、さらに素材として利用されていた。
イタリア南部のカヴァロ洞窟で見つかった4万5000‐4万年前の三日月形石器から蜜蝋を接着剤として使った形跡が見られることから、古代からの利用が確認される。
古代エジプトのミイラ用防腐処理剤に含まれる。
6,500年前の人骨の歯から、蜜蝋の詰め物が発見されている。
養蜂や食用に使われるパラフィン、ステアリン、ステアリン酸が混合された蜜蝋がある。ステアリン、ステアリン酸が一定レベル量に達すると、ミツバチの幼虫に有害な影響を及ぼす可能性が指摘される。

### 食用
古くから中世にかけて蜂蜜の精製方法が普及されていない時期は欧州や中東地域、中国周辺地域、アフリカ大陸、南北アメリカ大陸では蜂蜜と巣を共に摂取するという形で蜜蝋は常食されてきた。特に欧州では蜜蝋のままでもカロリーが高い飢救食物としても利用された。現在でも、巣蜜（蜂の巣ごと切り出した蜂蜜）として利用されている。
ヨーロッパでは、食品添加剤の分類番号E番号にてE901とされている。毒性は無視できる程度である。人間の消化器官では分解されないため栄養価はほとんどない。
花粉由来ビタミン類、鉄分およびカルシウムなどミネラル類、蜜蝋本来の脂溶性ビタミン類といった栄養成分が含まれているため、食用に巣のままの状態で健康食品としてコムハニーという名目で販売されているほか、カヌレやガムなどの洋菓子にも使用される。かつて欧州ではバターが量産普及する以前ではバター同様に調理用油脂として用いられた。

### 化粧品
体温より高い融点を活かし、化粧品の基剤として用いられる。
最大の用途はクリームや口紅などの原料。

### 蝋燭
パラフィンワックス製のものに融点を高める目的で混ぜられる場合も多い。パラフィンワックスが発明される以前の中世ヨーロッパでは教会用の蝋燭の原料として盛んに用いられた。日本でも奈良時代に唐から伝来したばかりの蝋燭は蜜蝋燭であった。
カトリック教会では、教義の思想から蜜蝋で作られたロウソクが推奨されている。

### 養蜂
養蜂用巣箱でミツバチに巣を構築させる巣礎の材料は蜂蜜に混入する可能性があるため、蜜蝋の板が使われる。ミツバチはこの上に蜜蝋を盛り、巣房（六角形の小部屋、ハニカム）を構成する。

### 医療用途
サラシミツロウ（white beeswax）は軟膏基剤や、整形外科手術などで切断した骨の断端に詰めるなどして利用する。

### 絵画
ローマ時代以降から見られる蜜蝋を顔料で着色して描くエンカウスティークという手法があり、描かれた絵画は蜜蝋画、蝋画と呼ばれる。

### 素材
ワックス、クレヨン、接着剤、ガム、リトグラフ、エッチング、ろうけつ染めなどとして、また手紙や書簡を封泥のようにシーリングする封蝋、筆記用の蝋板。
初期のシリンダー型蓄音機の円筒型レコード。
松脂と混ぜ合わせて、笙（雅楽の楽器）の調律に用いられる。